# La spirale della vendetta
La spirale della vendetta (City of Industry) è un film del 1997 diretto da John Irvin e interpretato da Harvey Keitel, Stephen Dorff e Timothy Hutton.

## Trama
Due fratelli assaltano una gioielleria a Palm Springs con una coppia di complici. Ma al momento della spartizione del bottino sorgono degli imprevisti.

## Produzione
Il film è stato girato in varie località della California, in particolare a Los Angeles.

## Accoglienza
Il budget stimato per questo film è di 8.000.000$. Negli Stati Uniti il film ha incassato 1.374.839$ nella prima settimana (23 marzo 1997) e 1.495.332$ nella successiva. La spirale della vendetta ha ricevuto recensioni contrastanti, su Rotten Tomatoes è stato recensito 13 volte e solo 5 erano fresh, cioè positive.

## Riconoscimenti
- 1997 - MystFest
  - Candidatura al miglior film